# Kriegsmuseum Narvik
Das Kriegsmuseum in der nordnorwegischen Hafenstadt Narvik (norwegisch Narvik Krigsmuseum) widmet sich Krieg und dessen Folgen. Ein Schwerpunkt ist die Zeit von 1940 bis 1945, als Norwegen unter deutscher Besatzung litt. Als Teil des Unternehmens Weserübung der Wehrmacht war im Frühjahr 1940 insbesondere auch Narvik stark umkämpft.

## Ausstellung

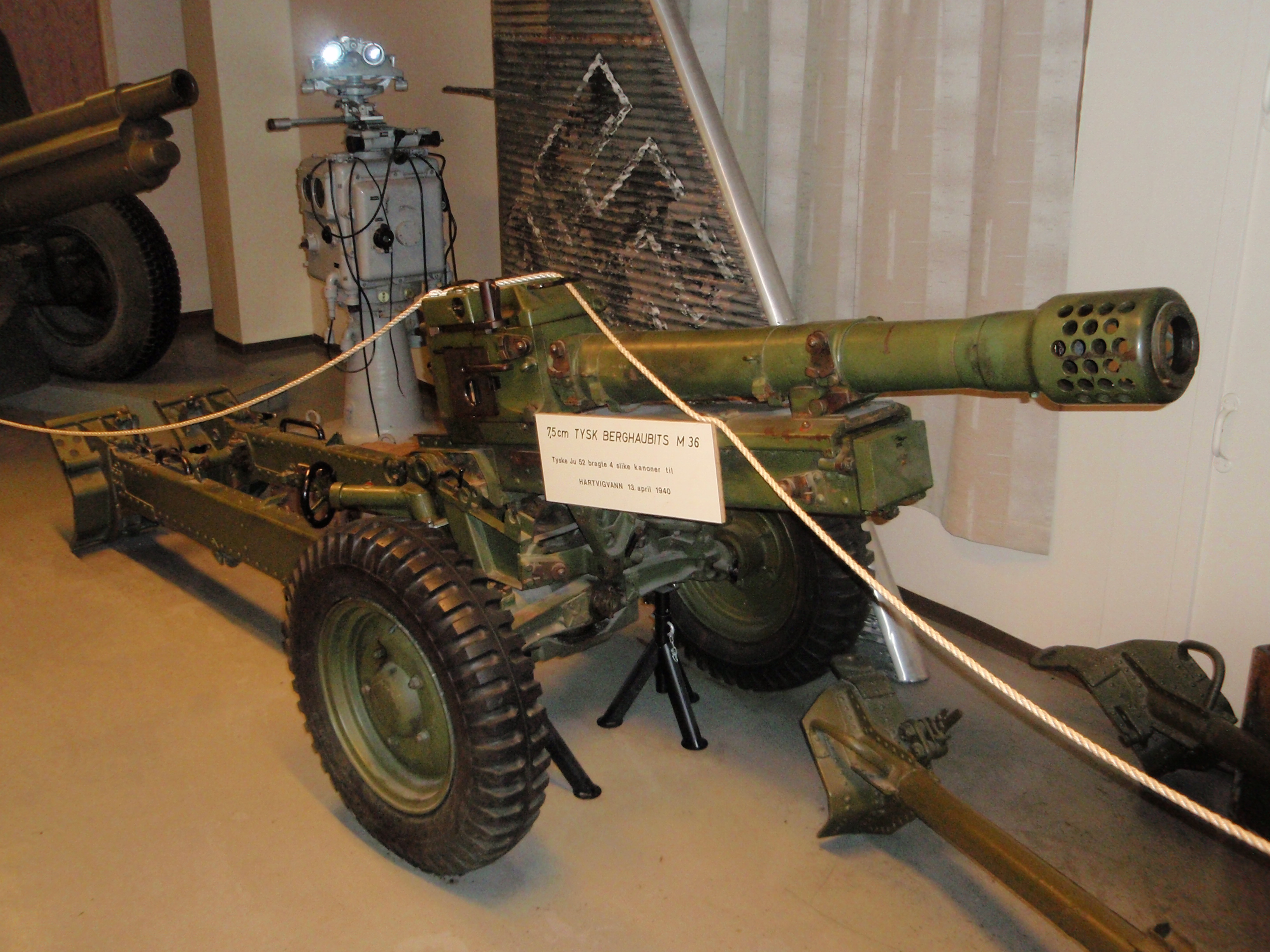
Deutsches Gebirgsgeschütz, das im April 1940 durch eine Ju 52 nach Narvik gebracht wurde.

Es werden diverse Original-Exponate aus dem Zweiten Weltkrieg gezeigt, wie beispielsweise ein deutsches 7,5-cm-Gebirgsgeschütz 36 (Bild) und eine Enigma-Schlüsselmaschine Modell M4. Daneben gibt es Modelle, Fotos, Filme und Tondokumente. Erläuterungen werden auf Norwegisch und Englisch gegeben sowie mithilfe von Smartphone-Apps auch auf Deutsch, Französisch und Polnisch.
Das Museum befindet sich im Zentrum Narviks in der Kongensgate 39.